# Капчагайська ГЕС
Капчагайська ГЕС — гідроелектростанція в Казахстані. Використовує ресурс із річки Ілі, яка тече з гір Тянь-Шаню до безстічного озера Балхаш.
У межах проєкту річку перекрили земляною греблею висотою 50 м, довжиною 470 м та шириною по основі 450 м. Крім того, у сідловині за кілька сотень метрів ліворуч та нижче за течією звели кам'яно-накидну/земляну споруду висотою 56 м, довжиною 370 м та шириною по основі 270 м. Разом вони утримують витягнуте по долині Ілі на 180 км велике водосховище з площею поверхні 1847 км2 та об'ємом 28,14 млрд м3 (корисний об'єм 6,6 млрд м3), у якому припустиме коливання рівня в операційному режимі в діапазоні 4 м. При цьому первісно запланований рівень на позначці 485 м НРМ під час будівництва знизили до 479 м НРМ. Надалі за умови спорудження нижче контррегулюючої греблі можливе досягнення проєктних параметрів.
У пригреблевому машинному залі встановили чотири турбіни типу Каплан потужністю по 108,5 МВт, котрі мали використовувати напір у 40,9 м та забезпечувати виробництво 1163 млн кВт·год електроенергії на рік. Утім, через обмеження на скиди води у нижній б'єф (які й призвели до зазначеного вище зменшення максимального рівня водойми) номінальна потужність гідроагрегатів наразі встановлена на рівні 91 МВт.